# Rusałka ceik

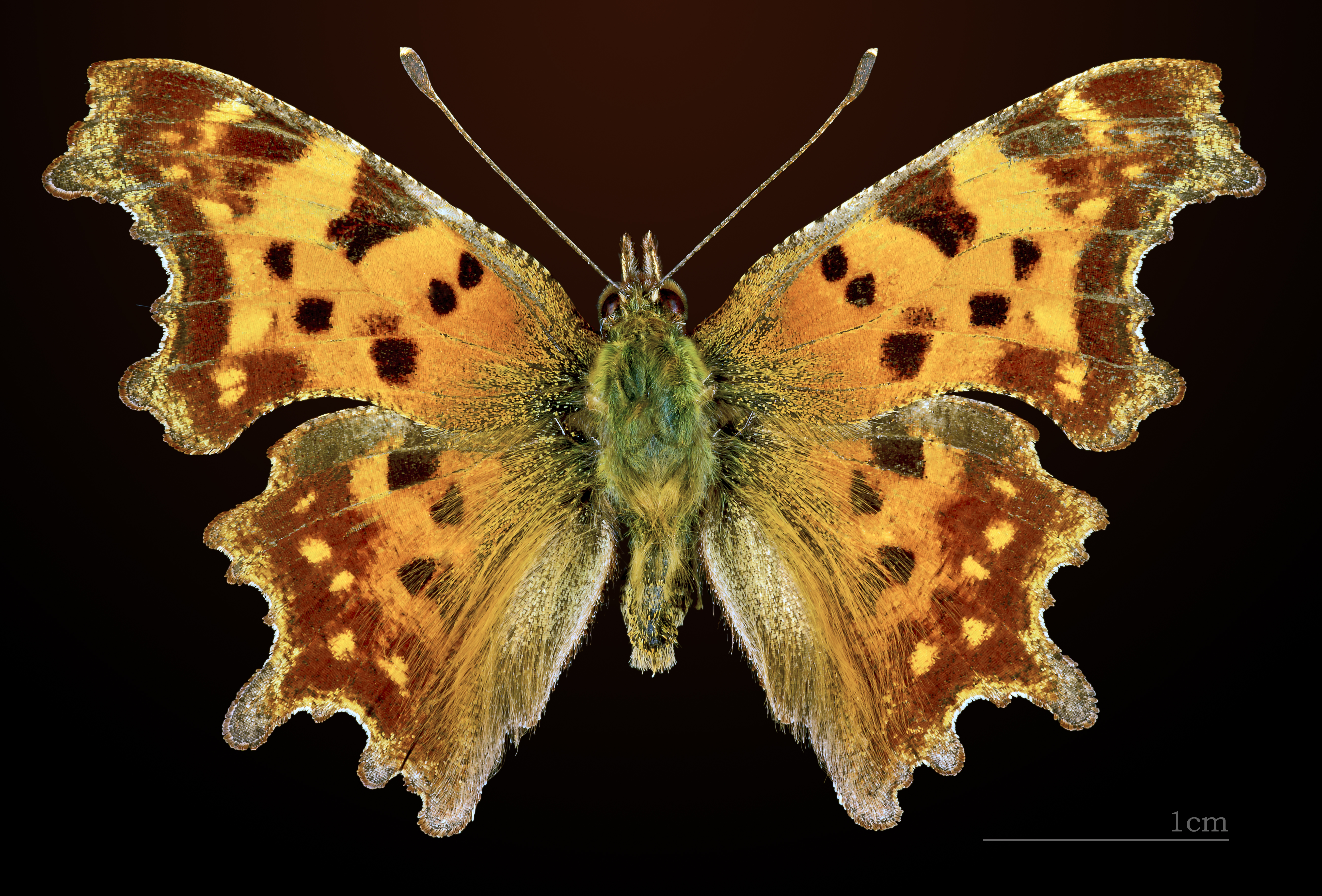
♂
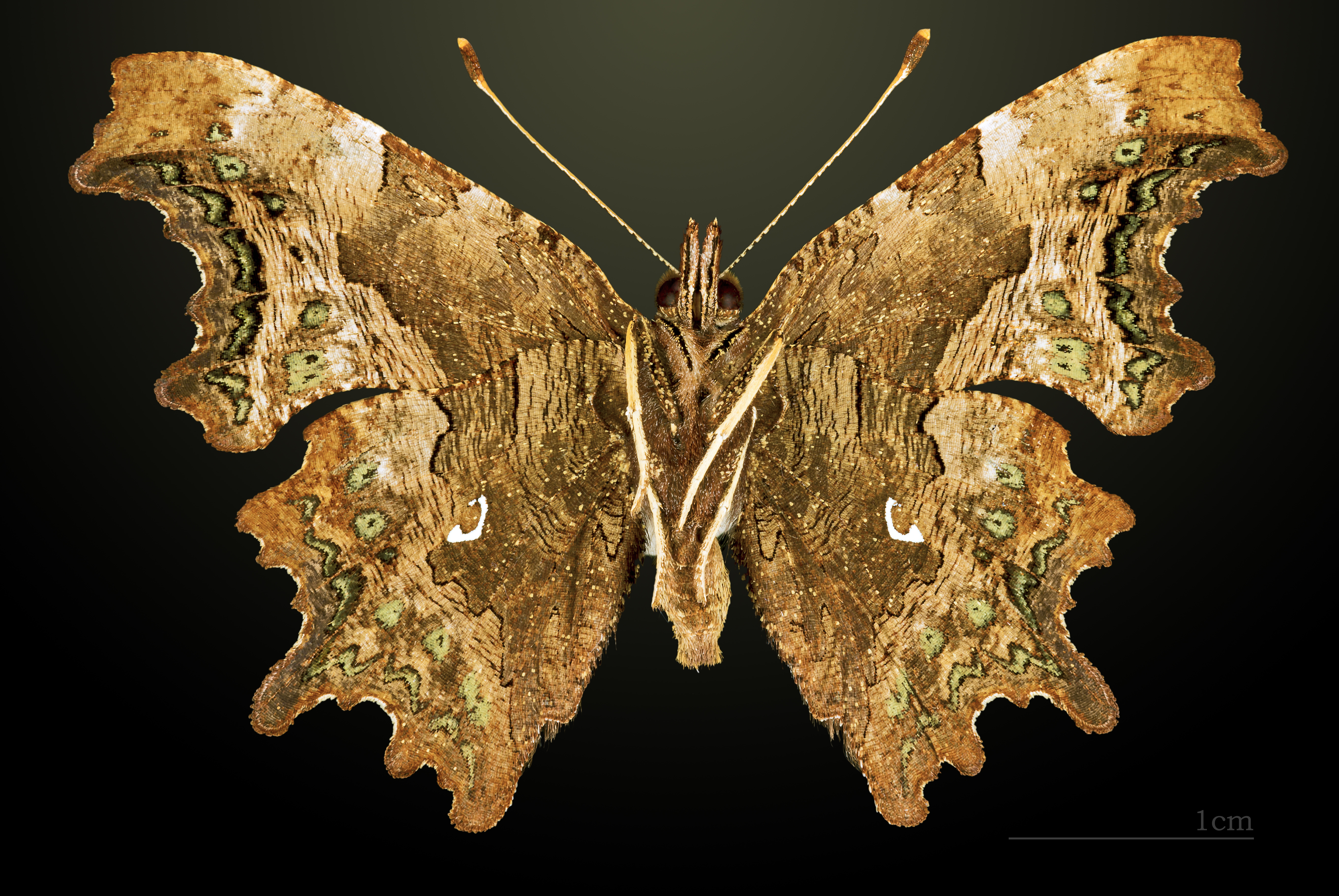
♂ △
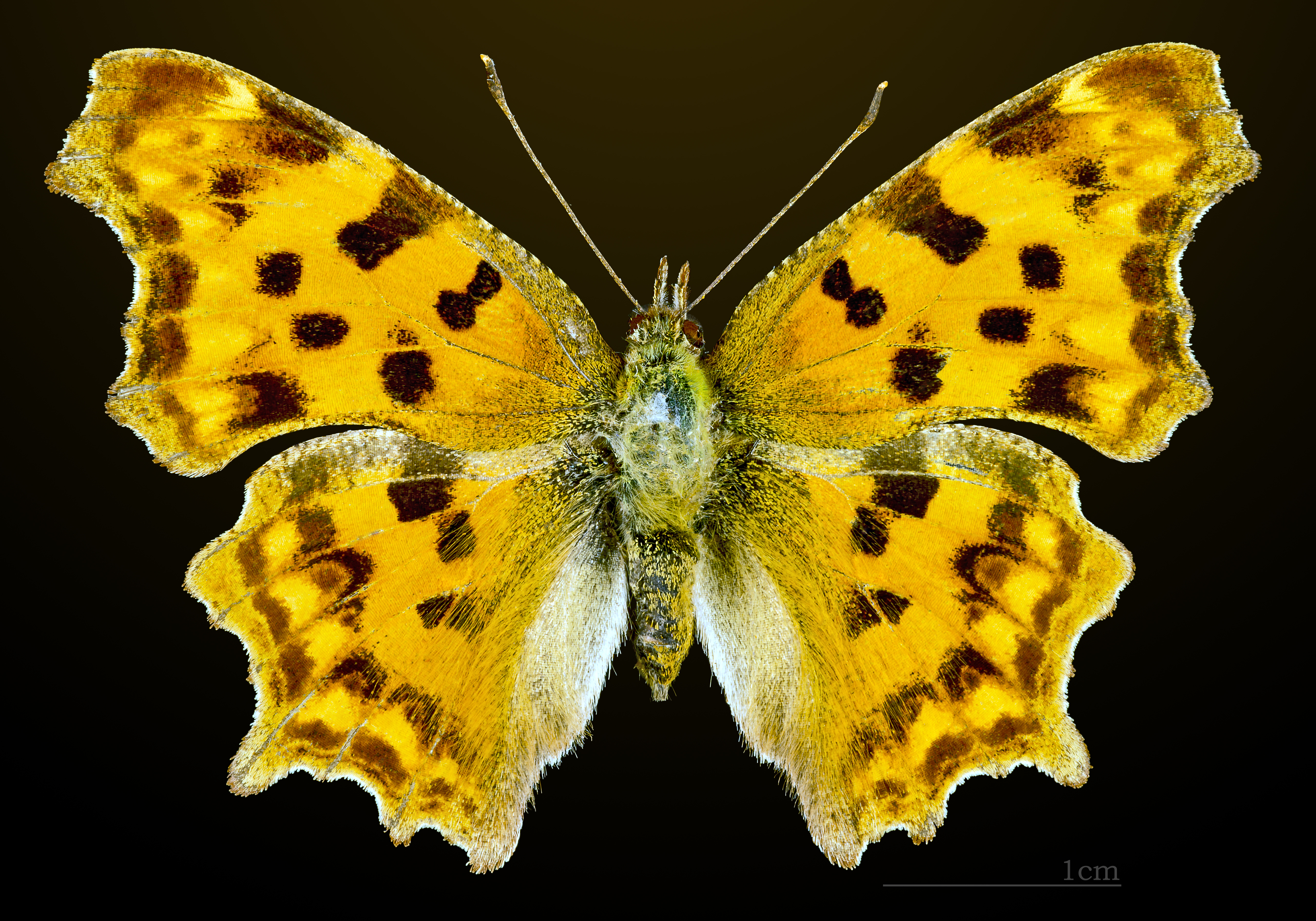
♀
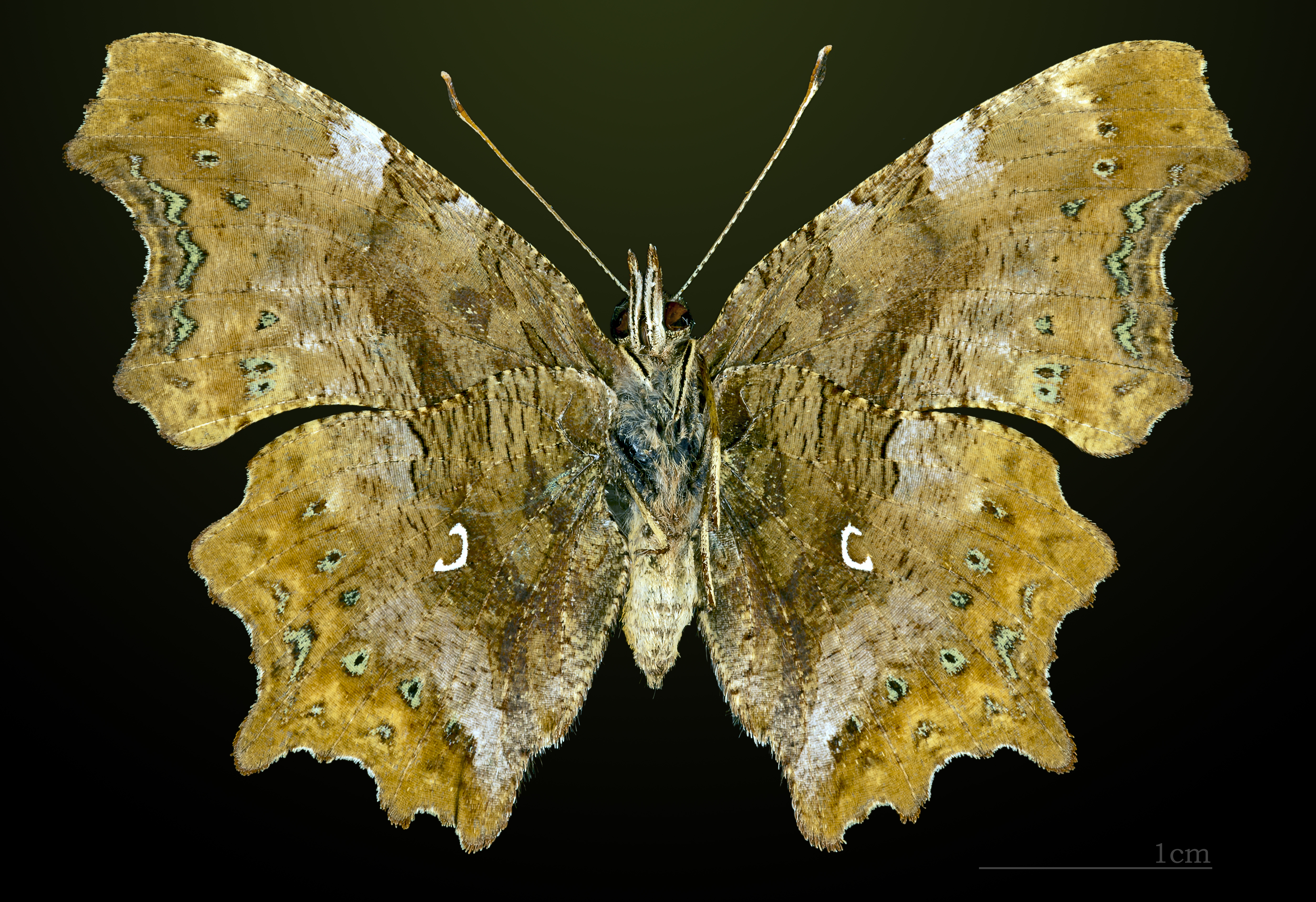
♀ △

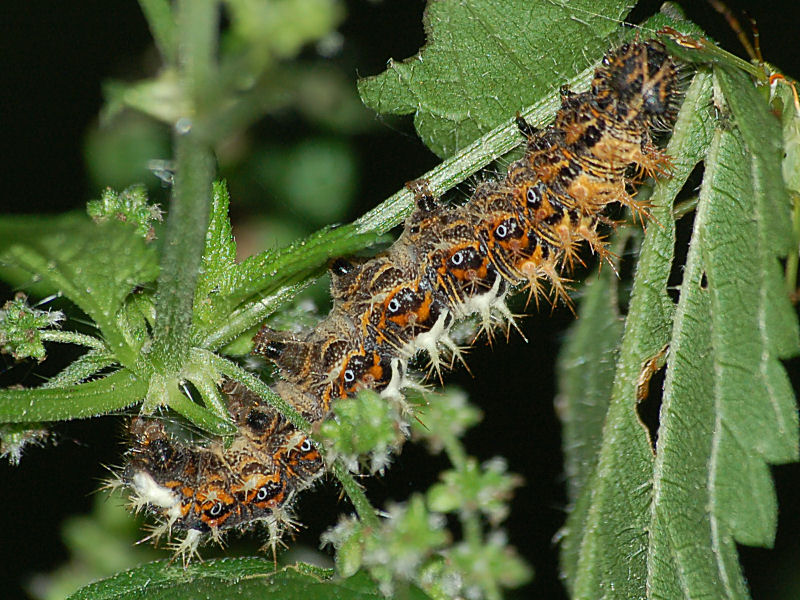
Gąsienica

Rusałka ceik (Polygonia c-album L.) – gatunek motyla z rodziny rusałkowatych (Nymphalidae). 
CechySkrzydła o rozpiętości 45–50 mm, silnie postrzępione, z wierzchu rdzawe z czarnymi i brunatnymi plamkami. Na spodzie tylnego skrzydła niewielki biały znak przypominający literę C. Z wyglądu rusałka ceik podobna jest do rusałki pokrzywnika, różni się jednak wyraźnie powcinanymi brzegami skrzydeł. U pokolenia wczesnoletniego spodnia strona tylnych skrzydeł jest bardzo kolorowa, z elementami brązowymi i fioletowymi, u pokolenia zimującego jest ciemnobrązowa z metalicznie zielonym brzegiem.
WystępowanieOwady dorosłe można spotkać od wczesnej wiosny do końca czerwca (egzemplarze zimujące), a następnie od lipca do późnej jesieni. Typowe biotopy tego motyla to tereny ruderalne, ogrody, polany i drogi leśne. Gatunek pospolity.
RozwójJaja są składane pojedynczo na liściach roślin pokarmowych. Przepoczwarczenie następuje w poczwarkach zaczepionych do liści lub łodyg rośliny żywicielskiej. Motyl wychodzi bardzo wcześnie, już na przedwiośniu (czasami już w lutym) i zobaczyć go można na baziach wierzby. Zazwyczaj w ciągu roku rozwijają się dwa pokolenia, różniące się ubarwieniem spodniej strony tylnych skrzydeł.
Tryb życiaPostać dorosła żywi się nektarem, sokiem z przejrzałych owoców, a także płynami wysysanymi z gnijących odchodów i padliny. Gąsienice żerują od początku maja do końca sierpnia. Podstawowymi roślinami żywicielskimi gąsienic są: pokrzywa zwyczajna, chmiel zwyczajny, wiąz górski, wierzba iwa, a także porzeczki i leszczyny. Samiec patroluje swój rewir z ziemi lub gałęzi drzew i atakuje inne motyle, nawet większe, przepędzając je ze swojego terenu.